# Замфірешть (Бреїла)
Замфірешть, Замфірешті (рум. Zamfirești) — село у повіті Бреїла в Румунії. Входить до складу комуни Галбену.
Село розташоване на відстані 121 км на північний схід від Бухареста, 59 км на захід від Бреїли, 69 км на захід від Галаца, 135 км на схід від Брашова.

## Населення
За даними перепису населення 2002 року у селі проживали 427 осіб, усі — румуни. Усі жителі села рідною мовою назвали румунську.